# Eulophia eylesii
Eulophia eylesii är en orkidéart som beskrevs av Victor Samuel Summerhayes. Eulophia eylesii ingår i släktet Eulophia och familjen orkidéer.

## Underarter
Arten delas in i följande underarter:
- E. e. auquieriana
- E. e. eylesii